# 보안경찰 (핀란드)
보안경찰(핀란드어: Suojelupoliisi; Supo 수오옐루폴리시; 수포[*], 스웨덴어: Skyddspolisen)은 핀란드의 공안정보기관이다. 방첩, 대테러 등 안보 관련 업무를 담당한다. 본청은 헬싱키에 있고 1949년부터 활동을 시작했다. 2016년 기준 직원은 291명이고 예산은 2790만 유로다. 본래 다른 경찰기관들과 함께 경찰이사회 산하였으나 2016년 내무부 직속으로 이관되었다.
냉전 시기 핀란드 국내의 공산주의자들을 사찰하는 한편 동시에 반소주의를 단속하여 소련에 대한 유화정책(소위 핀란드화)을 유지하는 데 중요 역할을 했다. 탈냉전 시대 이후로는 테러리즘 대처에 집중하고 있다.

## 역대 국장
- 아르마스 알하바: 1949년-1972년
- 아르보 펜티: 1972년-1978년
- 세포 티티넨: 1978년-1990년
- 에로 케코매키: 1990년-1996년
- 세포 네발라: 1996년-2007년
- 일카 살미: 2007년-2015년
- 안티 펠타리: 2016년-현재

## 같이 보기
- 중앙형사경찰 (핀란드)
- 핀란드 경찰